# Am Ohmberg
Am Ohmberg é um município da Alemanha localizado no distrito de Eichsfeld, estado da Turíngia.
Pertence ao Verwaltungsgemeinschaft de Eichsfeld-Südharz.
O município de Am Ohmberg foi criado em 1 de dezembro de 2010 a partir da união dos antigos municípios de Neustadt, Bischofferode e Großbodungen.